# Réserves de pétrole en Arabie saoudite

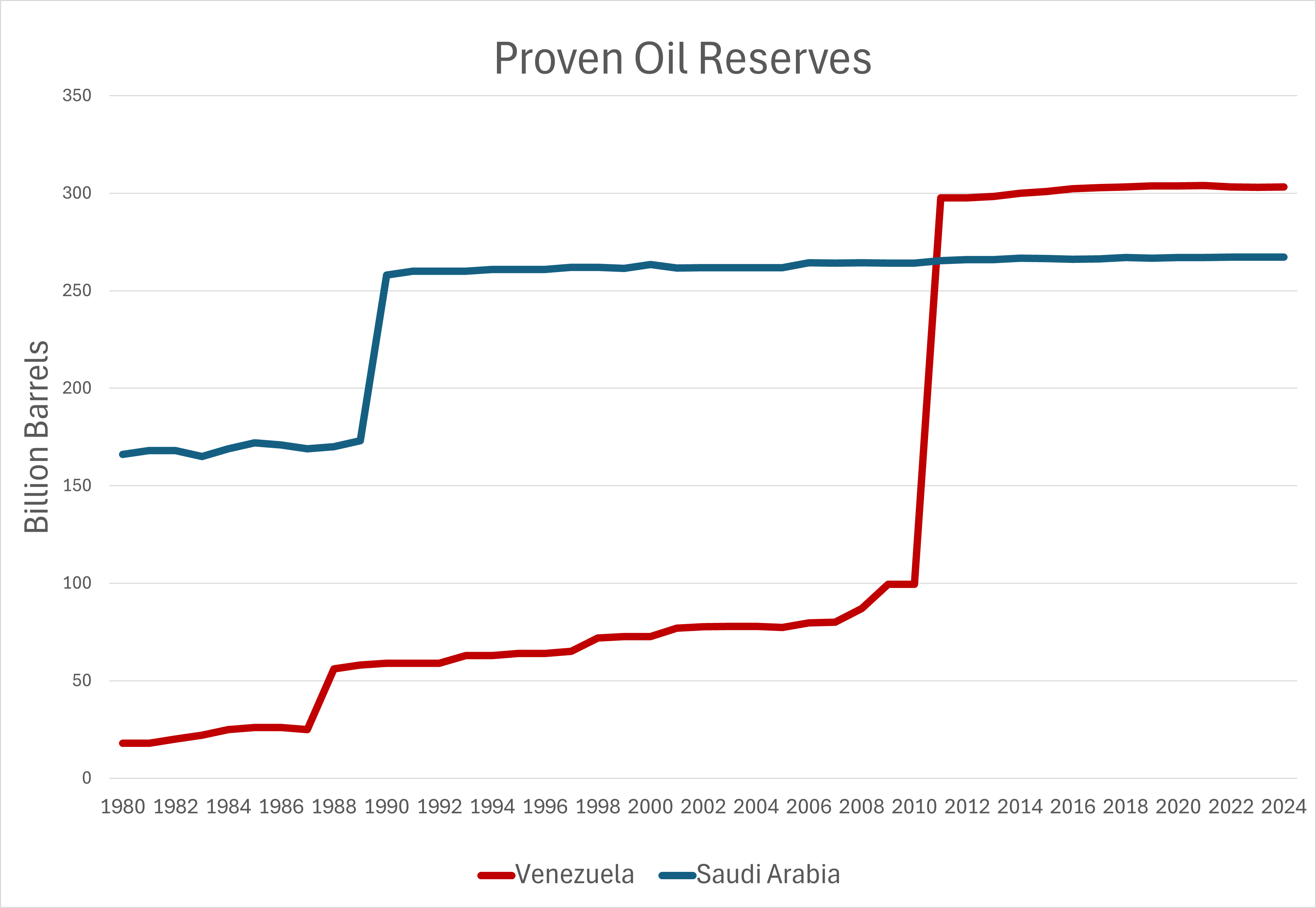
Réserves de pétroles déclarées pour l'Arabie saoudite (en bleu) et pour le Venezuela (en rouge)

Les réserves prouvées de pétrole en Arabie saoudite sont les premières plus grandes revendiquées dans le monde. Elles sont estimées à 267 milliards de barils (42 × 10^9 m3) (Gbbl ci-après) dont 2,5 Gbbl dans la zone neutre située entre l'Arabie et le Koweït. Ces réserves étaient les plus importantes dans le monde jusqu'à ce que le Venezuela ait annoncé qu'il augmentait ses réserves prouvées à 297 Gbbl en janvier 2011. Les réserves saoudiennes représentent environ un cinquième du total des réserves mondiales de pétrole conventionnel, une part importante de ces réserves provient d'un petit nombre de champs de pétrole très grands.

## Principaux gisements
Bien que l'Arabie saoudite ait environ une centaine de champs de pétrole et de gaz, plus de la moitié de ses réserves de pétrole sont contenues dans seulement huit champs géants, notamment dans le champ de Ghawar, le plus grand champ de pétrole au monde avec environ 70 Gbbl de réserve restante. 90 % de la production pétrolière de l'Arabie saoudite vient de cinq champs et jusqu'à 60 % de sa production provient du champ de Ghawar.

## Production
L'Arabie saoudite a produit 10,3 millions de barils par jour (1,6 × 106 m3/j) (Mbbl/j) en 1980, 10,6 Mbbl/j en 2006, et dans la région de 9,2 Mbbl/j en 2008. L'Arabie saoudite détient la plus grande capacité mondiale de production de pétrole brut, estimé à environ 11 Mbbl/j en milieu d'année 2008 et a annoncé son intention d'augmenter cette capacité à 12,5 Mbbl/j en 2009 mais en 2009 sa production a été de 9,76 Mbbl/j.
Sa production cumulée a atteint, fin 2009, 119,4 milliards de barils. En utilisant le nombre déclaré de 296 Gbbl, le pétrole déjà extrait représente 40 % des réserves déclarées.
Le président des États-Unis George W. Bush a demandé aux Saoudiens d'augmenter la production lors d'une visite en Arabie saoudite en janvier 2008, les Saoudiens ont refusé. Bush a demandé s'ils avaient la capacité d'augmenter la production. À l'été 2008, l'Arabie saoudite a annoncé une future augmentation de la production de 500 000 barils par jour. Cependant, il y a des experts qui estiment que la production de pétrole saoudien a déjà atteint son pic ou le fera dans un proche avenir.

## Fiabilité des données
Depuis 1982, les Saoudiens ont tenu secrètes leurs données sur les puits, ainsi que toutes les données détaillées sur leurs réserves, ce qui ne donne aux experts extérieurs aucun moyen de vérifier les allégations de l'Arabie sur la taille globale de ses réserves. Cela a conduit certains à s'interroger sur l'état actuel de leurs champs de pétrole. Dans une étude publiée en 2005 dans le livre "Twilight in the Desert" de Matthew Simmons, 200 documents techniques de la Society of Petroleum Engineers sur les réserves de l'Arabie ont été analysées pour arriver à la conclusion que la production pétrolière de l'Arabie saoudite va connaitre très prochainement un déclin, et qu'elle ne sera pas en mesure de produire plus que les niveaux de production de 2004. Simmons fait également valoir que les Saoudiens pourraient avoir endommagé de manière irréversible leurs champs de pétrole en grande partie par l'injection excessive d'eau salée dans les champs, dans un effort pour maintenir la pression dans les puits et de renforcer, à court terme, la production de pétrole.
Des câbles diplomatiques ont été rendus publics durant les fuites des câbles diplomatiques des États-Unis en 2011. Elle a révélé que Sadad al Husseini, l'ex-chef de l'Aramco, qui détient le monopole de la production de pétrole en Arabie saoudite, a averti les États-Unis que les réserves de pétrole en Arabie saoudite pourraient en fait être de 40 % inférieures à celles déclarées (300 milliards de barils),.
Cependant, selon un audit du cabinet américain DeGolyer et MacNaughton publié en 2019, les réserves s'élèvent à 263,1 milliards de barils, ce qui correspond à 70 ans d'exploitation au rythme actuel. Il s'agit du premier audit mené depuis la nationalisation d'Aramco en 1980, en effet dans le cadre de l'introduction en bourse de 5 % d'Aramco, un tel audit était nécessaire.

## Galerie

Localisations des champs pétroliers et gaziers
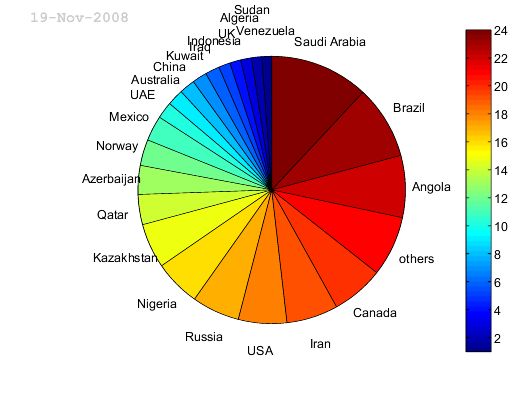
Réserves mondiales avant l'annonce de l’accroissement des réserves du Venezuela